# Robert Coles
Martin Robert Coles (* 12. Oktober 1929 in Boston, Massachusetts) ist ein US-amerikanischer Kinderpsychiater an der Harvard University und preisgekrönter Sachbuchautor.

## Leben
Coles erwarb 1950 an der Harvard University einen Bachelor und 1954 an der Columbia University einen M.D. als Abschluss des Medizinstudiums. Er arbeitete zunächst als Militärarzt und in der Pädiatrie, wandte sich aber bald der Kinderpsychiatrie zu. Coles hatte eine Professur für Kinderpsychiatrie und Medical Humanities und eine für Sozialethik an der Harvard University inne.
Coles Begegnung mit der damals achtjährigen Ruby Bridges prägte ihn stark und er begann sich mit Fragen von Verantwortung und Mitleid oder der gesellschaftlichen Bedeutung der Auseinandersetzung mit Kunst und Literatur zu beschäftigen. So befasste er sich mit der Aufhebung der Rassentrennung an Schulen, den Kindern von Wanderarbeitern und Sharecroppers und der Wirkung des school busing (Transport von Kindern zu entfernteren Schulen, um eine De-facto-Rassentrennung der Wohngebiete an den Schulen nicht wirksam werden zu lassen). Sein fünfbändiges Werk Children of Crisis über die Entwicklung von Kindern unter verschiedenen Bedingungen gewann zahlreiche Preise, darunter einen Pulitzer-Preis. Darüber hinaus befasste sich Coles intensiv mit Flannery O’Connor und ihrem Werk, das er in Beziehung zu seiner eigenen Arbeit setzte. Sein Kurs The Literature of Social Reflection, in dem er unter anderem Werke von James Agee, George Orwell, Walker Percy, William Carlos Williams und Raymond Carver analysierte, galt als besonders einflussreich. Ab 1995 gab er das Literaturmagazin Double Take heraus.
Coles verfasste mehr als 60 Monografien und mehr als 1200 Zeitschriftenartikel.

## Schriften (Auswahl)
- Children of Crisis (5 Bände, 1967–1978)
- The Moral Life of Children (1986)
- The Political Life of Children (1986)
- The Spiritual Life of Children (1990)
  - Wird Gott nass, wenn es regnet? (1992)
- The Moral Intelligence of Children: How to Raise a Moral Child (1996)
  - Moralische Intelligenz oder Kinder brauchen Werte (1998)
- The Secular Mind (2001)

## Auszeichnungen (Auswahl)
- 1967: Ralph-Waldo-Emerson-Preis für Children of Crisis: A Study of Courage and Fear[1]
- 1968: Anisfield-Wolf Book Award für Children of Crisis: A Study of Courage and Fear[2]
- 1971: Mitglied der American Academy of Arts and Sciences[3]
- 1973: Pulitzer-Preis/Sachbuch für Children of Crisis, Band 2 und 3[4]
- 1981: MacArthur Fellowship[5]
- 1992: Internationaler Janusz-Korczak-Literaturpreis für Wird Gott nass, wenn es regnet?
- 1998: Presidential Medal of Freedom[6]
- 2001: National Humanities Medal[7]